# Matthias Löscher
Matthias Löscher, auch Matt Pedals (* 27. Oktober 1982 in Oberndorf bei Salzburg) ist ein österreichischer Jazzmusiker (Gitarre) und Komponist.

## Leben  und Wirken
Löscher ist in Salzburg aufgewachsen. Mit 6 Jahren begann er Violoncello zu lernen, bevor er mit 14 Jahren zur Gitarre wechselte. Er nahm Gitarren-Unterricht bei Wolfgang Pointner am Musikum Salzburg. 2001 machte er seine Matura am Musischen Gymnasium Salzburg. Ab 2000 studierte er an der Anton Bruckner Privatuniversität bei Andreas Schreiber, Christoph Cech und weiteren; im Jahr 2007 schloss er sein Studium mit Auszeichnung ab. Weitere Studien waren bei Wolfgang Muthspiel, Peter Bernstein und Karl Ratzer. 2008 erhielt Löscher ein J. William Fulbright-Stipendium und zog nach New York City, um am Purchase College bei John Abercrombie zu studieren. 2010 schloss er als Master of Arts mit Auszeichnung ab. 2011 bekam er das „Salzburger Jahresstipendium für Musik“.
Löscher spielte unter anderem bei Millions of Dreads und dem Quartett von Werner Zangerle. Er arbeitete unter anderen mit Künstlern wie David Murray, Hamid Drake, Felix Mitterer und der Operngruppe Neue Oper Wien zusammen sowie mit den Bands Texta und Blumentopf. Für die Band „Voice“ war er als Keyboarder beim Album „Prediction“ beteiligt. Bei der Band „S.K. Invitational“ um Stephan Kondert spielt Löscher als Gitarrist mit.
Löscher ist Bandleader, gemeinsam mit Stephan Kondert und Daru Jones, von „The Ruff Pack“, mit der er neben den Albenveröffentlichungen eine Live-DVD veröffentlichte und während einer dreiwöchigen Tournee im Jazzclub Blue Note in New York City spielte.
Gemeinsam mit der Sängerin „Lylit“ (Eva Klampfer) bildet er das „Lylit Löscher Duo“. Im November 2011 veröffentlichte das Duo sein Debütalbum „Duo“.
2007 veröffentlichte Löscher sein erstes Album unter eigenem Namen, „Vox“, im Jahr 2009 folgte das Album „Thoughts & Ideas“. Seit 2008 lebt er in New York City. Er arbeitet seit 2016 mit Lauryn Hill.

## Diskographische Hinweise
unter eigenem Namen
- 2007: Vox, Ats-Records
- 2009: Thoughts & Ideas, Session Work Records[7] (Lotus Records)

Lylit Löscher Duo
- 2011: Duo, Session Work Records

The Ruff Pack
- 2010: Introducing The Ruff Pack (Album)
- 2012: The Ruff Pack Live (DVD)
- 2013: With You, Session Work Records